# دين إيغل
دين إيغل هو سياسي أمريكي، ولد في 22 مايو 1983 في كيب كورال في الولايات المتحدة. نشط حزبياً في الحزب الجمهوري. وقد انتخب عضو مجلس نواب فلوريدا ‏.